# Hilsenheim
Hilsenheim ist eine französische Gemeinde mit 2626 Einwohnern (Stand 1. Januar 2021) im Département Bas-Rhin in der Region Grand Est (bis 2015 Elsass). Sie gehört zum Arrondissement Sélestat-Erstein und zum Gemeindeverband Ried de Marckolsheim.

## Geographie
Sélestat liegt etwa zehn Kilometer südwestlich von Hilsenheim und der Großraum Straßburg 40 Kilometer nördlich. Zehn Kilometer östlich verläuft der Rhein und damit die Grenze zu Deutschland. Die Nachbargemeinden sind Kogenheim, Sermersheim und Rossfeld im Norden, Witternheim, Bindernheim und Wittisheim im Osten, Muttersholtz im Süden und Ebersmunster im Westen.

## Geschichte
Von 1871 bis zum Ende des Ersten Weltkrieges gehörte Hilsenheim als Teil des Reichslandes Elsaß-Lothringen zum Deutschen Reich und war dem Kreis Schlettstadt im Bezirk Unterelsaß zugeordnet.

### Bevölkerungsentwicklung
| Jahr                       | 1910 | 1962 | 1968 | 1975 | 1982 | 1990 | 1999 | 2006 | 2013 | 2021 |
| -------------------------- | ---- | ---- | ---- | ---- | ---- | ---- | ---- | ---- | ---- | ---- |
| Einwohner                  | 1905 | 1656 | 1666 | 1933 | 1890 | 1788 | 1980 | 2362 | 2575 | 2626 |
| Quellen: Cassini und INSEE |      |      |      |      |      |      |      |      |      |      |

## Sehenswürdigkeiten

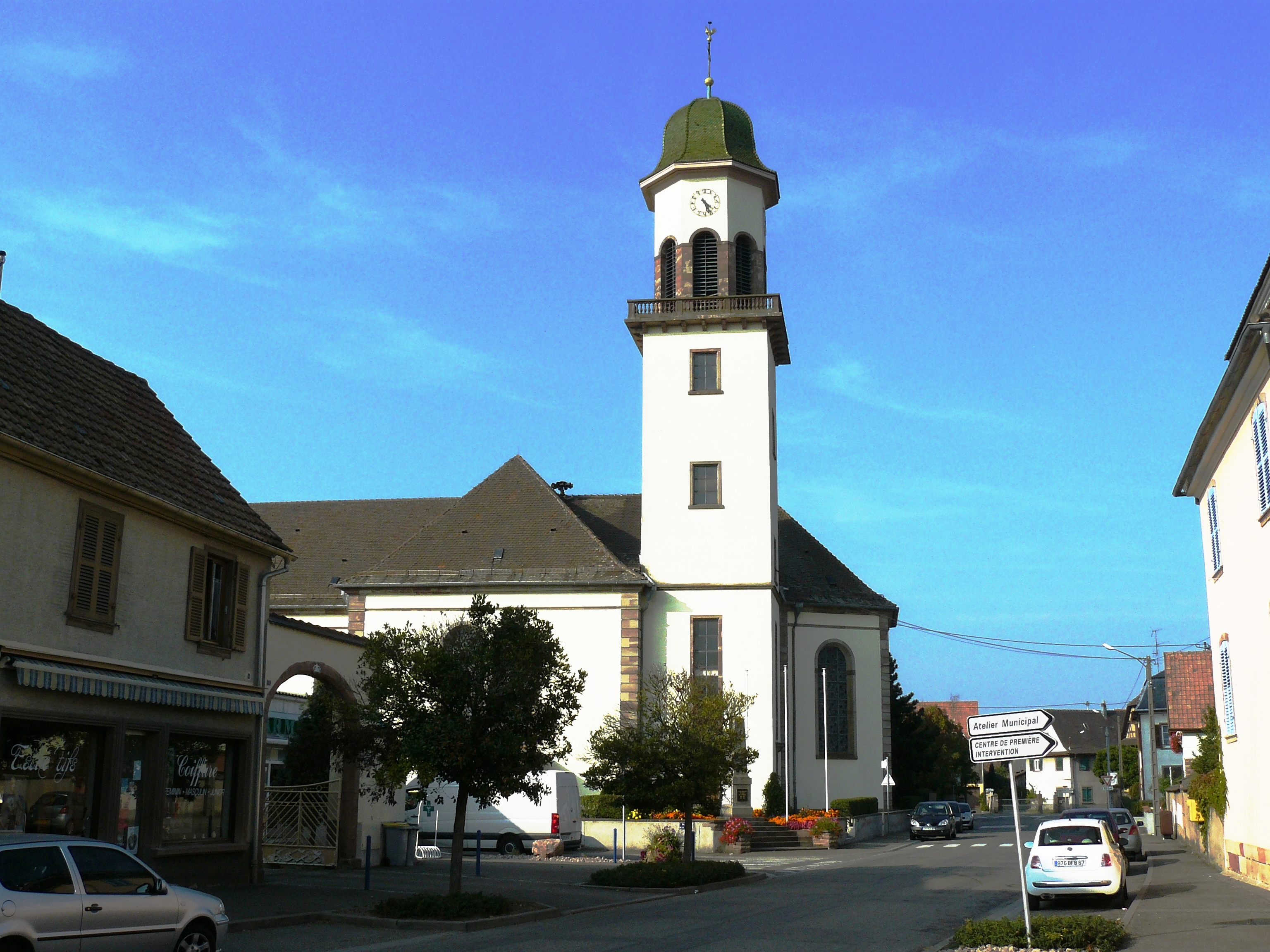
Kirche St. Martin
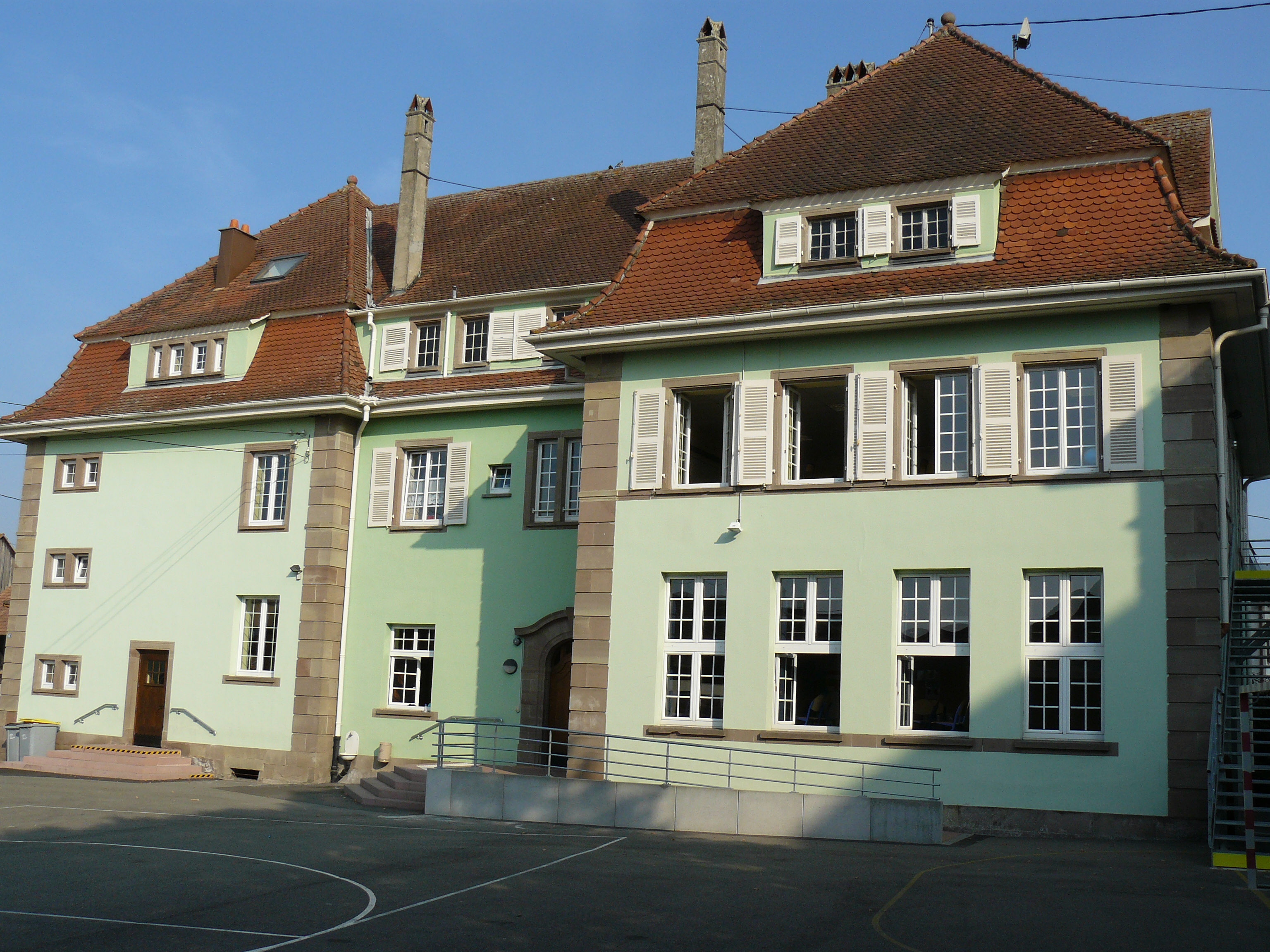
Grundschule
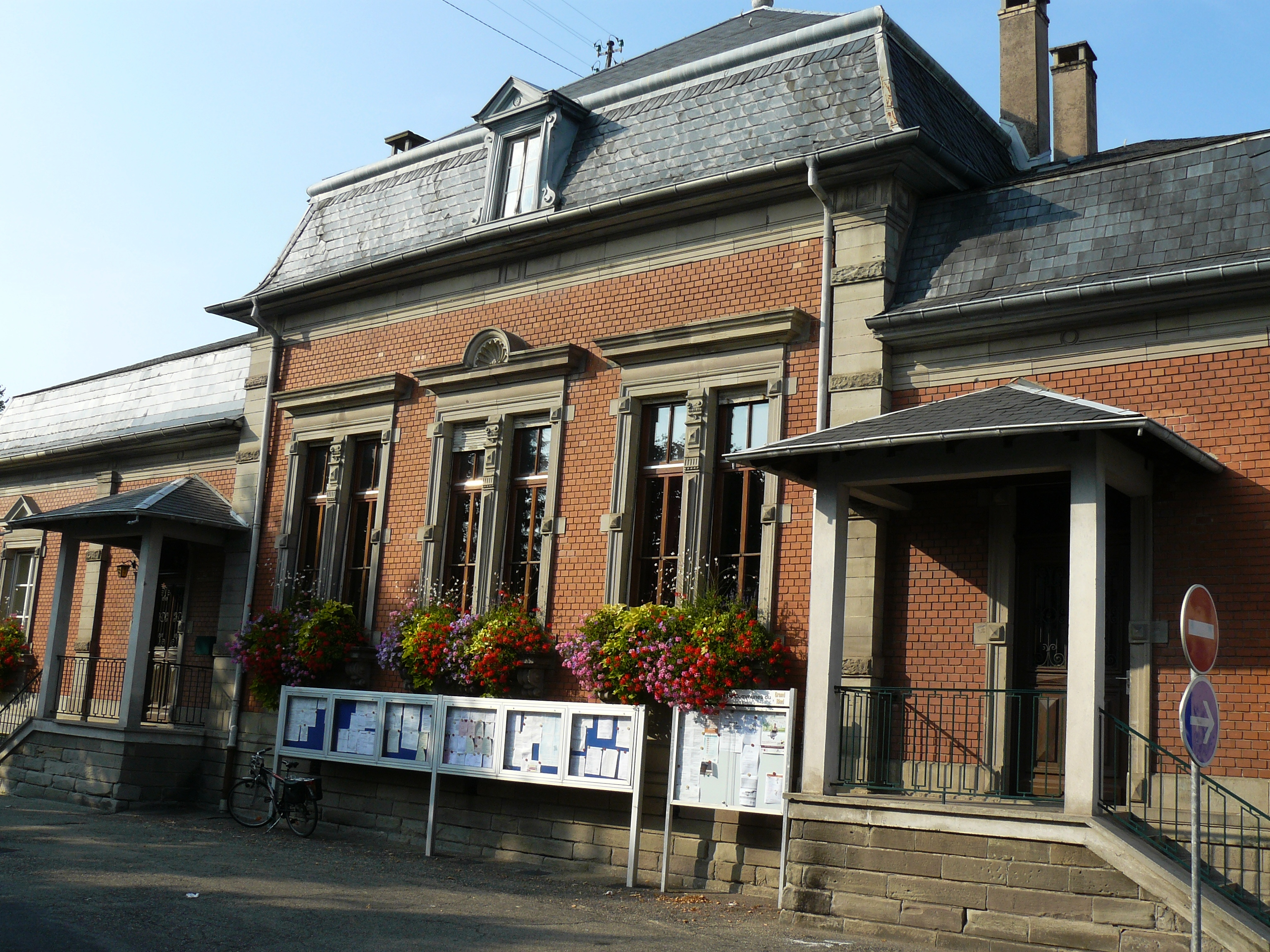
Mairie Hilsenheim
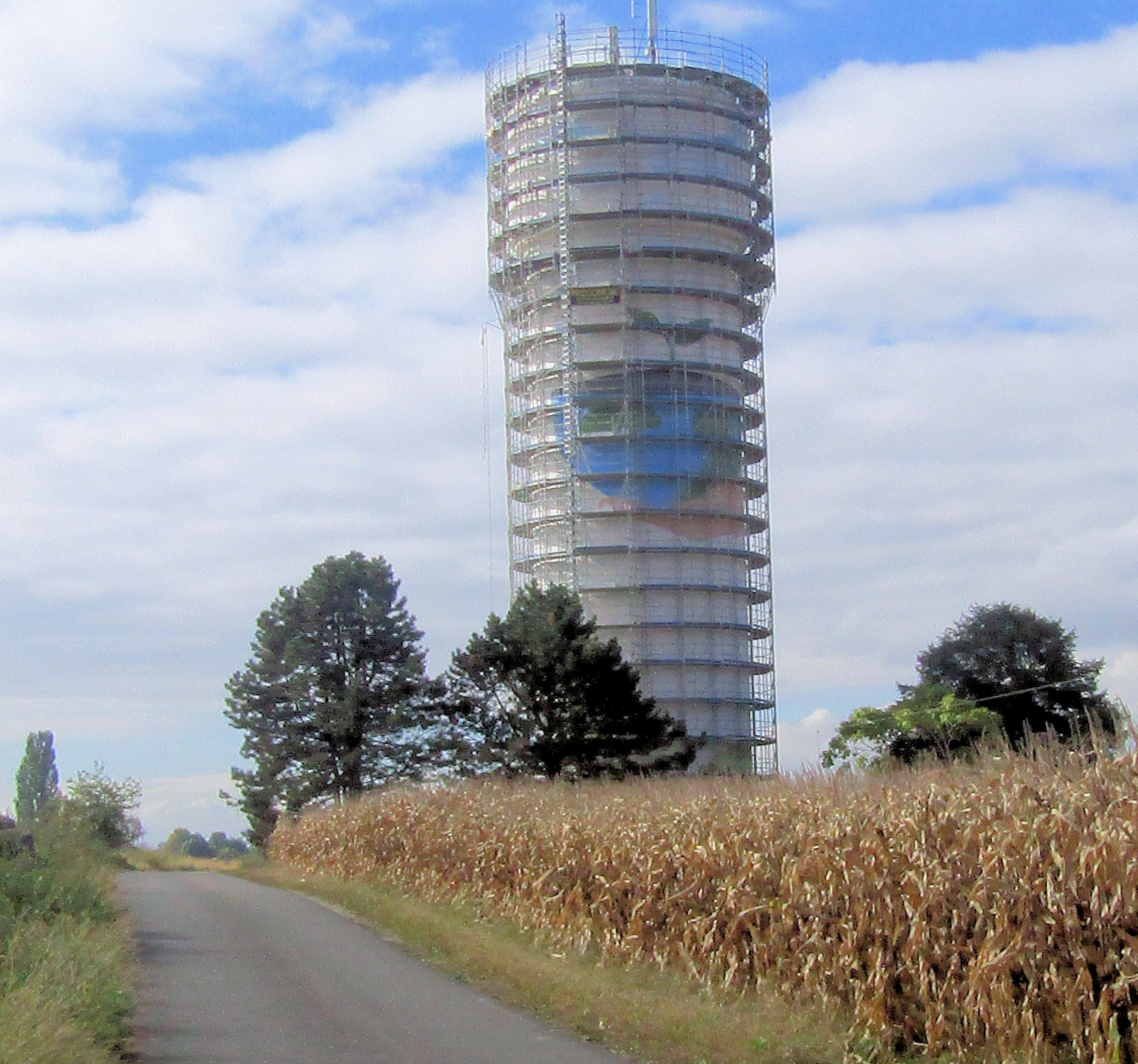
Wasserturm

- Kirche St. Martin
- Grundschule
- Mairie Hilsenheim
- Wasserturm